# 圖扎區

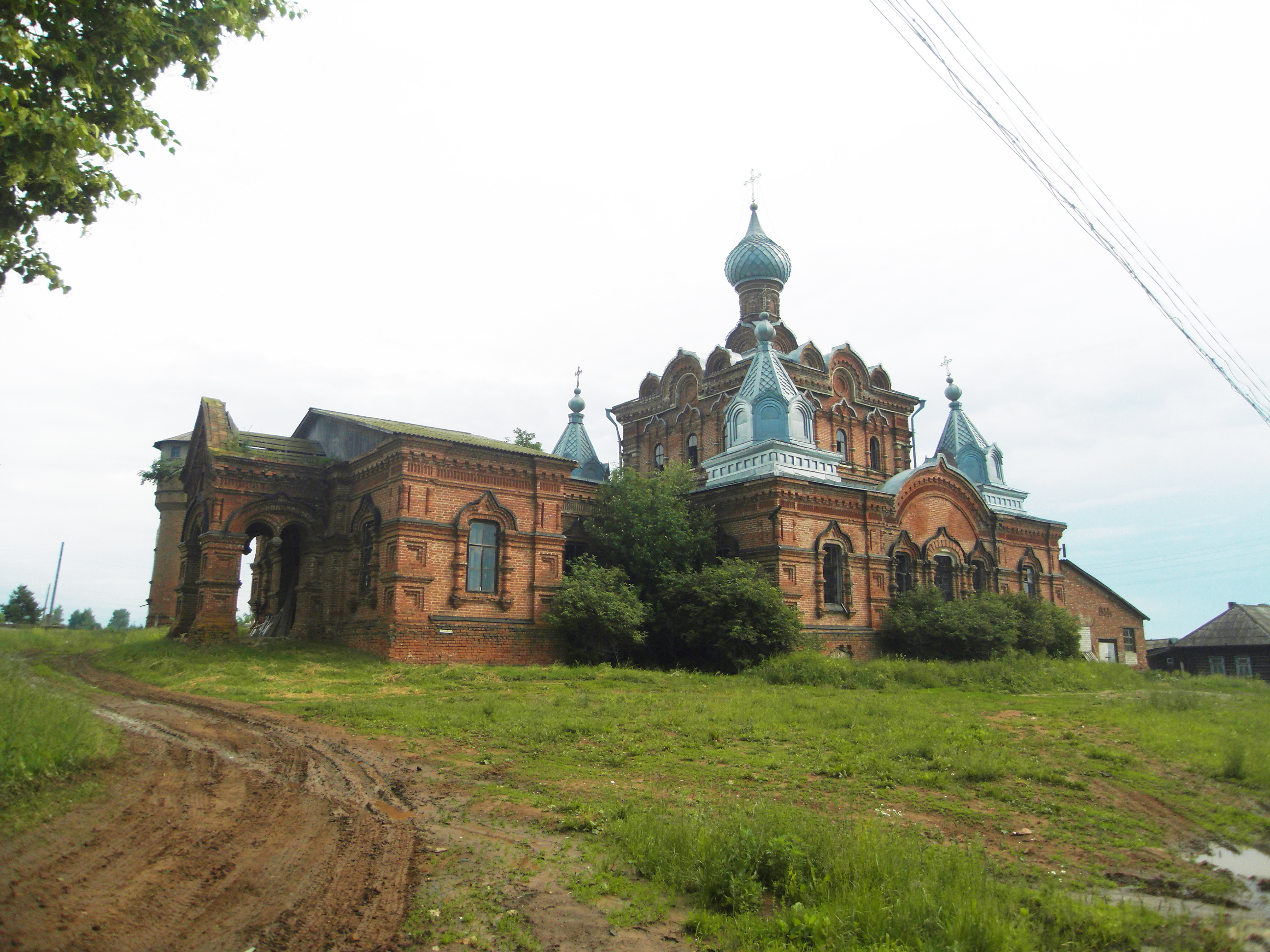

57°36′38″N 47°55′37″E / 57.61056°N 47.92694°E
圖扎區（俄语：Тужинский район），是俄羅斯的一個區，位於該國西部，由基洛夫州負責管轄，面積1,468平方公里，2010年該地區人口7,688，人口密度每平方公里5.24人。